# Casa e Studio Portaluppi
La Casa e Studio Portaluppi è un edificio storico di Milano, sito in via Morozzo della Rocca al civico 5, negli immediati pressi di corso Magenta e della chiesa di Santa Maria delle Grazie. Edificato fra il 1935 e il 1939 su progetto dell'architetto Piero Portaluppi (1888-1967) ne fu abitazione e studio professionale dalla sua costruzione fino alla morte dell'architetto. L'edificio ospita oggi la Fondazione Piero Portaluppi.

## Descrizione
L'edificio si presenta come una severa costruzione disposta su quattro piani, dalla facciata a griglia simmetrica priva di aggetti e di ogni decorazione esterna. Il piano rialzato, che ospita il portale su cui è imperniata la simmetria del fronte, è contenuto in un basamento uniforme rivestito da una placcatura in lastre quadrate di metallo bianco al cromo, fissate mediante quattro borchie in rilievo. Il basamento poggia su un basso zoccolo in granito nero d’Anzola, nel quale sono ricavate le bocche di lupo che si aprono sul piano interrato.
La facciata è rivestita in lastre di pietra di serizzo ghiandone con il lato maggiore disposto in orizzontale in modo da formare tre corsi per ognuno dei moduli che separano i piani.
Di particolare interesse l'atrio che si dispone su due livelli collegati da una breve scalinata con i pavimenti, la scalinata stessa e le pareti interamente rivestiti di prezioso marmo verde malachite di Challant; le pareti del pianerottolo degli ascensori sono invece rivestite di lastre di bianco statuario a corsi orizzontali alternati a fasce metalliche.

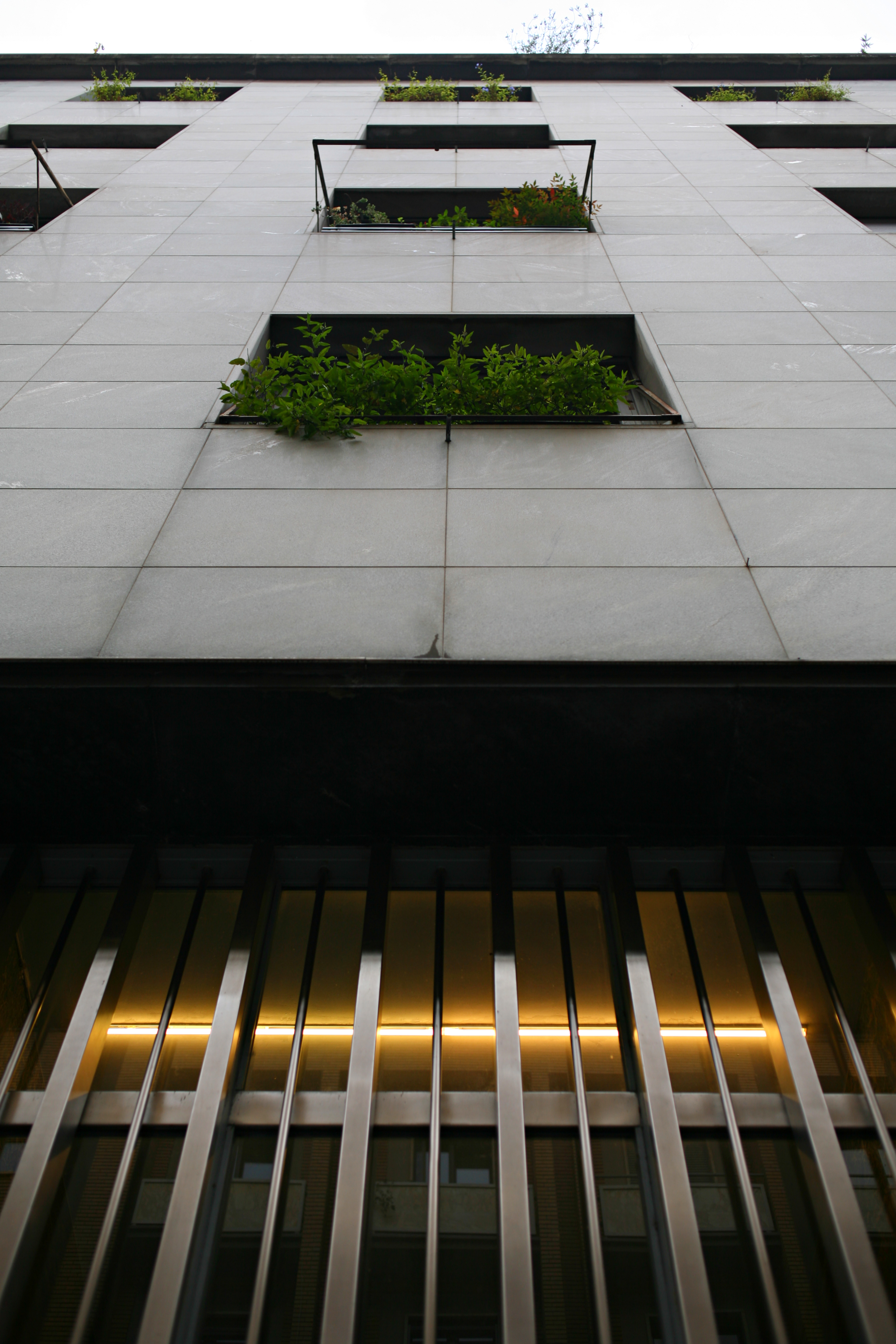
Il portale
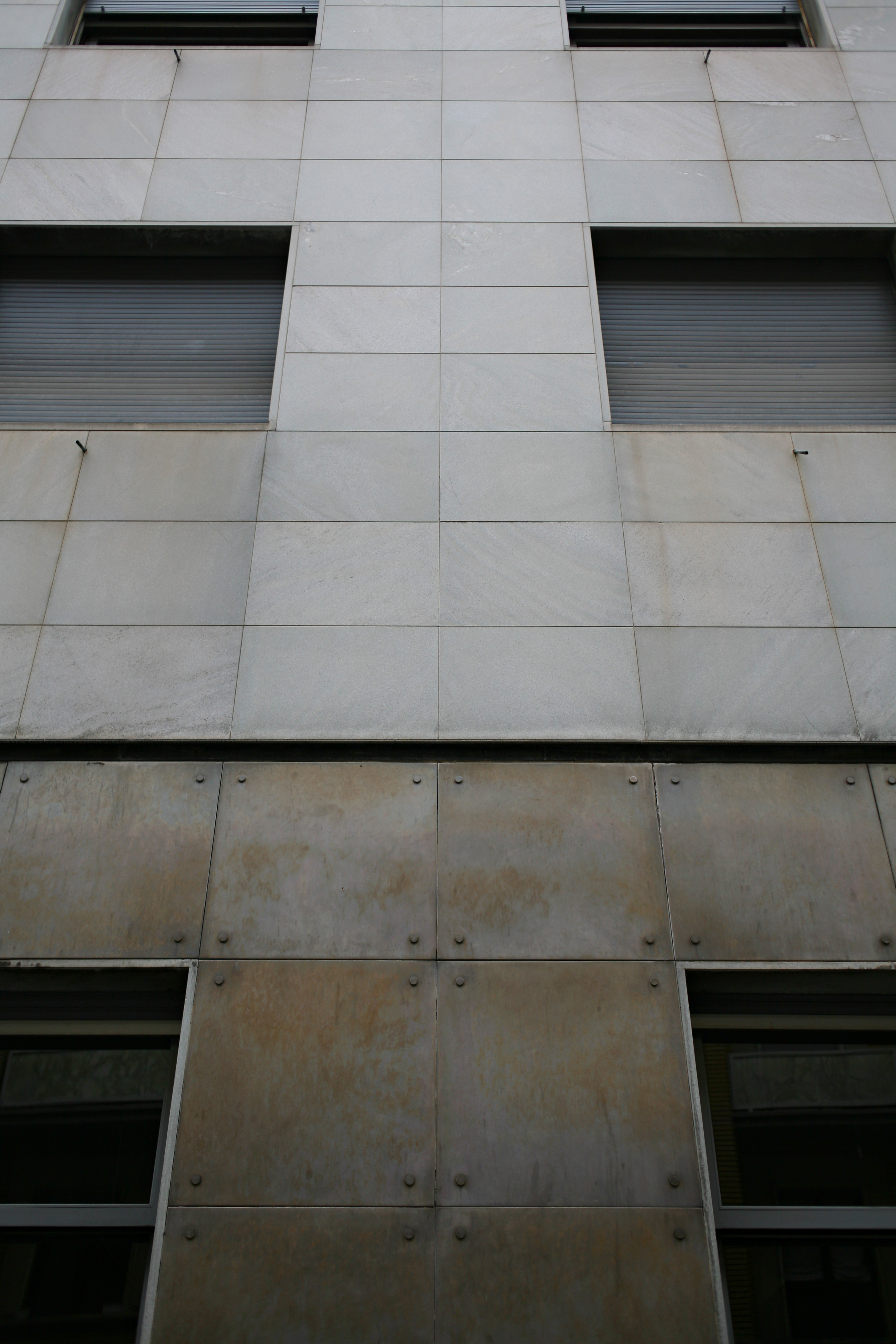
Particolare della facciata
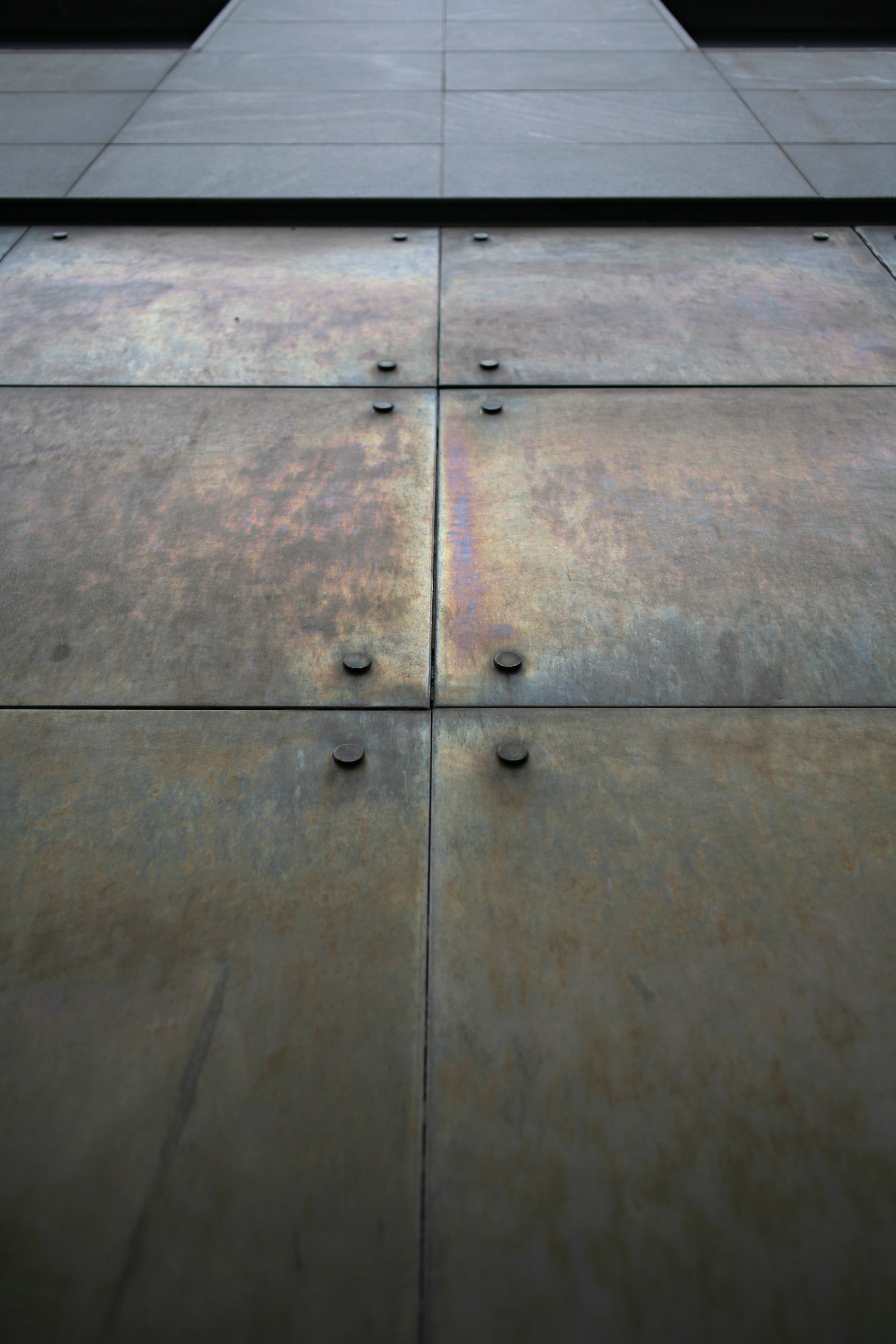
Particolare del basamento
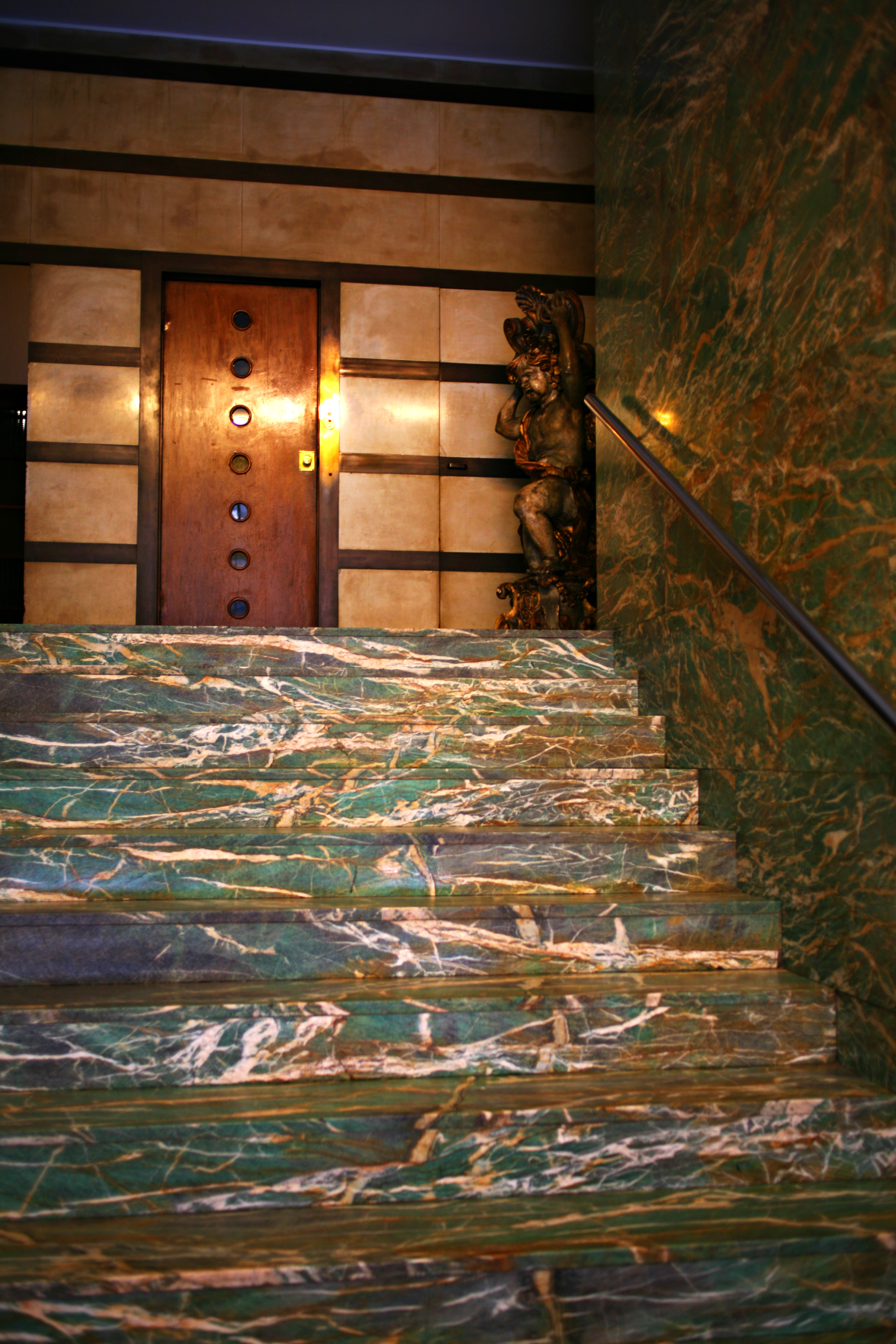
L'atrio